# Епархия Сантьягу (Кабо-Верде)

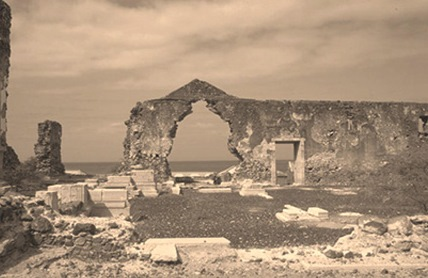
Руины старого собора Сидаде-Велья, возведённого в 1556.

Епархия Сантьягу (лат. Dioecesis Sancti Iacobi Capitis Viridis) — епархия Римско-Католической церкви c центром в городе Прая, Кабо-Верде. Юрисдикция епархии Сантьягу распространяется на острова Сотавенту. Епархия Сантьягу подчиняется непосредственно Святому Престолу. Кафедральным собором епархии Сантьягу является церковь Пресвятой Девы Марии Благодати.

## История
31 января 1533 года Римский папа Климент VII издал буллу Pro excellenti praeeminentia, которой учредил епархию Сантьягу-де-Кабо-Верде, выделив её из епархии Фуншала. Первоначально епархия Сантьягу-де-Кабо-Верде являлась суффраганной по отношению к архиепархии Лиссабона (сегодня — Патриархат Лиссабона).
4 сентября 1940 года и 9 декабря 2003 года епархия Сантьягу-де-Кабо-Верде передала часть своей территории в пользу возведения, соответственно, миссии sui iuris Португальской Гвинеи (сегодня — Епархия Бисау) и епархии Минделу.

## Ординарии епархии
- епископ Braz Neto O.F.M.[1] (31.01.1533 — 9.02.1538);
- епископ João Parvi (23.09.1538 — 29.11.1546);
- епископ Francisco de la Cruz O.S.A. (18.08.1553 — 19.01.1571);
- епископ Bartolomeu Leitão (6.02.1572 — 9.02.1587);
- епископ Pedro Brandão O.Carm. (8.08.1588 — 14.07.1608);
- епископ Luis Pereira de Miranda (10.11.1608 — май 1610);
- епископ Sebastião de Ascensão O.P. (18.04.1611 — 17.03.1614);
- епископ Manuel Afonso de Guerra (24.02.1616 — 8.03.1624);
- епископ Lorenzo Garro (18.08.1625 — 1.11.1646);
  - Sede vacante (1646-1672)
- епископ Fabio dos Reis Fernandes O.Carm. (16.05.1672 — 8.02.1674);
- епископ Antonio de São Dionysio O.F.M. (2.12.1675 — 13.09.1684);
- епископ Victorino do Porto O.F.M. (12.05.1687 — 21.01.1705);
- епископ Francisco a São Agostinho T.O.R. (24.09.1708 — 8.05.1719);
- епископ José a Santa Maria de Jesus Azevedo Leal O.F.M. (12.02.1721 — 7.06.1736);
- епископ João de Faro O.F.M.Ref. (3.09.1738 — 21.07.1741);
- епископ João de Moreira O.F.M.Ref. (26.11.1742 — 13.08.1747);
- епископ Pedro Jacinto Valente O. do Cristo (29.01.1753 — 19.01.1774);
- епископ Francisco de São Simão O.F.M.Ref. (1.03.1779 — 10.08.1783);
- епископ Cristoforo a São Boaventura O.F.M.Ref. (14.02.1785 — 29.04.1798);
  - Sede vacante (1798-1802)
- епископ Silvestre Santa Maria O.F.M. (24.05.1802 — 22.11.1813);
- епископ Geronimo do Barco O.F.M. (21.02.1820 — 27.12.1831);
  - Sede vacante (1831-1845)
- епископ João Henriques Monis (24.11.1845 — 1.07.1847);
- епископ Patrício Xavier de Moura (11.12.1848 — 15.04.1859) — назначен епископом Фуншала;
- епископ João Crisóstomo de Amorim Pessoa O.F.M. (23.03.1860 — 22.03.1861) — назначен архиепископом Гоа;
- епископ José Luis Alves Feijo O.SS.T. (25.09.1865 — 5.05.1871) — назначен епископом Браганса — Миранды;
- епископ José Dias Correia de Carvalho (26.06.1871 — 9.08.1883) — назначен епископом Визеу;
- епископ Joaquim Augusto de Barros (27.03.1884 — 1.03.1904);
- епископ António Moutinho (14.11.1904 — 4.03.1909) — назначен епископом Порталегре;
- епископ José Alves Martins (10.03.1910 — 15.11.1935);
- епископ Joaquim Rafael Maria d'Assunçâo Pitinho O.F.M. (15.11.1935 — 5.05.1940);
- епископ Faustino Moreira dos Santos C.S.Sp. (28.01.1941 — 27.07.1955);
- епископ José Filípe do Carmo Colaço (28.03.1956 — 21.04.1975);
- епископ Paulino do Livramento Évora C.S.Sp. (21.04.1975 — 22.07.2009);
- кардинал Арлинду Гомеш Фуртаду (22.07.2009 — по настоящее время).